# Gracilariídeos
Gracilariídeos (Gracillariidae) são uma família de pequenas mariposas da ordem Lepidoptera, que inclui algumas espécies de importância econômica. Existem cerca de 1800 espécies, distribuídas por 98 gêneros. No Brasil, estão registradas 41 espécies pertencentes a 12 gêneros , sendo provavelmente carente de maiores estudos por especialistas. Tradicionalmente eram consideradas atualmente 3 subfamílias: Gracillariinae, Lithocolletinae, Phyllocnistinae; as mariposas de diferentes subfamílias diferem na posição com que repousam sobre as superfícies. Alguns autores consideram oito subfamílias, utilizando dados moleculares .
De tamanho pequeno, geralmente de 5–20 mm, apresentando corpo esticado e cores desbotadas ou escuras. Caracterizam-se por terem palpos maxilares reduzidos ou ausentes, e venação das asas reduzida . A maioria das espécies estudadas apresentam cinco ínstares larvais.
As lagartas destas mariposas atacam tecidos de árvores ou arbustos de plantas dicotiledôneas. Desta forma, por vezes constituem pragas agrícolas de culturas vegetais. No Brasil, a espécie mais estudada para controle tem sido a lagarta minadora do citrus Phyllocnistis citrella .